# Hojas divulgadoras
Las Hojas divulgadoras fueron una serie de publicaciones emitidas por los diferentes Ministerios de Agricultura a lo largo de la historia de España entre 1907 y 2006. Suman un total de 2.126 publicaciones. Destinadas a los agricultores y ganaderos de la nación, en ellas se divulgan aspectos relativos al cultivo, el manejo las plagas, la salud del ganado, las variedades de frutas, hortalizas, etc.

## Historia
En sus inicios, las Hojas divulgadoras se limitaban a cuatro páginas, e incluían al final diversos datos técnicos como censos, distribución de subvenciones, repoblaciones forestales o ganadería alternativa. Más tarde, se ampliaría con información financiera, actividades sindicales o de cooperativas, monográficos, exportaciones, congresos, y muchos otros temas con relación a la agronomía. Las Hojas divulgadoras se convirtieron en un importante medio de transferencia tecnológica en la época pre-Internet.
En 2008, las Hojas divulgadoras fueron digitalizadas por el Ministerio y se pueden consultar en su página web.